# Not Falling Apart
«Not Falling Apart» es una canción de Maroon 5 de su segundo álbum de estudio It Won't Be Soon Before Long. El remix de la canción es presentado en su álbum de remixes Call and Response: The Remix Album.

## Remix
Una versión remix de la canción es llamada "Tiesto Remix" y fue lanzada como sencillo en los clubs de Estados Unidos.

## Posicionamiento
El remix de la canción alcanzó la posición #3 en el Billboard Hot Dance Club Play.
| Listas (2009)                     | Posición |
| --------------------------------- | -------- |
| U.S Billboard Hot Dance Club Play | 3        |